# Usszuri guvatfürj
Az usszuri guvatfürj (Turnix tanki) a madarak osztályának lilealakúak (Charadriiformes) rendjébe, ezen belül a guvatfürjfélék (Turnicidae) családjába tartozó faj.

## Rendszerezése
A fajt Edward Blyth angol zoológus írta le 1843-ban. Nevét egy orosz-kínai határfolyóról, az Usszuriról kapta.

## Alfajai
- Turnix tanki blanfordii (Blyth, 1863) - Szibéria délkeleti része, a Koreai-félsziget, Kína északkeleti, keleti és déli része, valamint Mianmar, Thaiföld, Kambodzsa, Laosz és Vietnám
- Turnix tanki tanki (Blyth, 1843) - Pakisztán középső és északi része, India, Banglades, Bhután, Nepál valamint az Andamán- és Nikobár-szigetek [2]

## Előfordulása
Banglades, Bhután, Dél-Korea, Észak-Korea, India, Kambodzsa, Kína, Laosz, Mianmar, Nepál, Pakisztán, Oroszország, Thaiföld és Vietnám területén honos. Természetes élőhelyei a mérsékelt övi füves puszták és cserjések, szubtrópusi és trópusi síkvidéki esőerdők, füves puszták és cserjések, valamint szántóföldek.

## Megjelenése
Testhossza 18 centiméter, testtömege 35-113 gramm.

## Természetvédelmi helyzete
Az elterjedési területe rendkívül nagy, egyedszáma pedig stabil. A Természetvédelmi Világszövetség Vörös listáján nem fenyegetett fajként szerepel.